# Concepción de Guasistagua
Concepción de Guasistagua är en ort i Honduras.   Den ligger i departementet Departamento de Comayagua, i den västra delen av landet, 70 km nordväst om huvudstaden Tegucigalpa. Concepción de Guasistagua ligger 474 meter över havet och antalet invånare är 1 470.
Terrängen runt Concepción de Guasistagua är huvudsakligen kuperad. Concepción de Guasistagua ligger nere i en dal. Runt Concepción de Guasistagua är det ganska tätbefolkat, med 60 invånare per kvadratkilometer. Närmaste större samhälle är Comayagua, 16,6 km söder om Concepción de Guasistagua.  